# Dicyemennea nouveli
Dicyemennea nouveli — вид диціємід родини Dicyemidae. Вид зареєстрований на півночі Тихого океану біля берегів Японії і Каліфорнії та у затоці Монтерей в Аргентині. D. nouveli є ендопаразитом головоногих молюсків. Знайдений у складках ниркових придатків восьминога Enteroctopus dofleini та каракатиці Rossia pacifica. Вид є досить великим представником типу диціємід: сягає завдовжки до 12 мм.